# バーゼル条約

会議の参加国

バーゼル条約（バーゼルじょうやく、英語: Basel Convention）は、正式には「有害廃棄物の国境を越える移動及びその処分の規制に関するバーゼル条約（ゆうがいはいきぶつのこっきょうをこえるいどうおよびそのしょぶんのきせいにかんするバーゼルじょうやく、英語: Basel Convention on the Control of Transboundary Movements of Hazardous Wastes and their Disposal）」といい、一定の廃棄物の国境を越える移動等の規制について国際的な枠組みおよび手続等を規定した条約である。

## 概要
国連環境計画（UNEP）が1989年3月、スイスのバーゼルにおいて採択、1992年5月5日発効。2015年5月現在，締約国数は181か国，EU及びパレスチナ。
日本は1992年に国内法（特定有害廃棄物等の輸出入等の規制に関する法律、通称バーゼル法）を制定し、1993年に加盟している。バーゼル条約上の日本における「中央連絡先」としては外務省地球環境課が、「権限のある当局」としては環境省環境省環境再生・資源循環局廃棄物規制課が指定されている。
条約に定められた業務（締約国への通報等）を行うため、ジュネーブに事務局が設置されている。事務局職員の人事権はUNEPが有している。
日本法においては、国会承認を経た「条約」である。

## 規定
バーゼル条約は、前文，本文29か条，末文及び9の附属書（ただし，附属書VIIについては未発効）からなり、その主たる規定は次の通り。 
ブラウン管、使用済ニッケル電池・カドミウム電池などを、有害廃棄物として条約で定めた。2019年には廃プラスチック類が規制対象に加わった。

## 背景
1976 年にイタリアの農薬工場の爆発事故(セベソ事件)によって猛毒物質が発生し、この事件を軽視した工場や自治体は対応が遅れ、近隣住民や土壌に甚大な被害をもたらした。
その土壌がフランスで発見されヨーロッパ全体で有害物質の越境移動の規制が検討され始める。
また 1988 年にイタリアなどからナイジェリアに持ち込まれた有毒廃棄物の不法投棄による汚染被害(ココ事件)が発生した。
その後もこのような、処理に手間がかかる有害物質をアフリカなどの規制の緩い途上国において不法投棄するような事件が頻発したことを受け、経済協力開発機構（OECD）と国連環境計画(UNEP)により、本条約に関する話し合いが本格的に始まった。